# Witalij Sobolew
Witalij Wasylowycz Sobolew, ukr. Віталій Васильович Соболєв, ros. Виталий Васильевич Соболев, Witalij Wasiljewicz Sobolew (ur. 25 stycznia 1930 w Kijowie, Ukraińska SRR, zm. 1995 w Kijowie, Ukraina) – ukraiński piłkarz, grający na pozycji obrońcy, trener piłkarski.

## Kariera piłkarska
Rozpoczął karierę piłkarską w klubie Szachtar Stalino. Potem został powołany do służby wojskowej podczas której występował w klubach CDSA Moskwa i OBO Kijów. W 1956 został zaproszony do Dynama Kijów. W 1959 zasilił skład Arsenału Kijów. Potem występował w Sudnobudiwnyku Mikołajów, w którym zakończył karierę piłkarza.

## Kariera trenerska
Po zakończeniu kariery piłkarza rozpoczął pracę szkoleniowca. Od 1963 do lipca 1964 roku prowadził Awanhard Czerniowce.
Zmarł w 1995 roku.